# Emoia cyclops
Emoia cyclops — вид сцинкоподібних ящірок родини сцинкових (Scincidae). Ендемік Індонезії.

## Поширення і екологія
Emoia cyclops мешкають в горах Циклопів на півночі Нової Гвінеї. Вони живуть в чагарниковому і трав'янистому підліску вологих тропічних лісів. Зустрічаються на висоті від 1100 до 1200 м над рівнем моря.